# فرودگاه یلواستون
فرودگاه یلواستون  (به انگلیسی: Yellowstone Airport)  یک فرودگاه همگانی باربری با کد یاتا WYS است که یک باند فرود آسفالت دارد و طول باند آن ۲۵۶۰ متر است. این فرودگاه در  کشور ایالات متحده آمریکا قرار دارد و در ارتفاع ۲۰۲۷ متری از سطح دریا واقع شده است.

## شرکت‌های هواپیمایی و مقصدهای پروازی
The airport is served on a seasonal basis by اسکای‌وست operating as دلتا کانکشن, with بمباردیه سی‌آرجی ۱۰۰/۲۰۰ regional jet aircraft flying nonstop to and from the Delta hub located at سالت‌لیک‌سیتی (SLC). After serving the airport for many years with امبرائر ئی‌ام‌بی ۱۲۰ برازیلیا turboprops, SkyWest upgraded its seasonal Delta Connection service into West Yellowstone with Canadair regional jets on ۱ ژوئن ۲۰۱۵ thus marking the first time WYS has had jet service in nearly 30 years, according to the airline.
| شرکت‌های هواپیمایی | مقصدهای پروازی    |
| ----------------- | ----------------- |
| دلتا کانکشن       | فصلی: سالت‌لیک‌سیتی |